# Moldava nad Bodvou
Moldava nad Bodvou (niem. Moldau an der Bodwa, węg. Szepsi) – miasto w południowo-wschodniej Słowacji, w kraju koszyckim, w powiecie Koszyce-okolice. Ludność: 10 441 mieszkańców (Ogłoszenie burmistrza miasta z dn. 26.07.2018 r.). W większości zamieszkane przez Słowaków i Węgrów, ale również przez Czechów i Romów. 

## Położenie
Leży w Kotlinie Koszyckiej, w dolinie Bodvy. Pierwotna osada rozwijała się przy szlaku biegnącym z Kotliny Koszyckiej w górę doliny Bodwy, przez Jasov do Medzeva i dalej, przez przełęcze Gór Wołowskich na Spisz, do doliny Hnilca. W związku z tym historyczne miasto jest bardzo wydłużone w osi północ-południe. Stara zabudowa rozwinęła się wzdłuż wschodniego (lewego) brzegu Bodwy, na wąskich działkach, usytuowanych po obu stronach długiego, wrzecionowatego rynku.

## Historia
Założona zapewne już w XII w. Była początkowo wsią królewską. Po raz pierwszy wzmiankowana była w roku 1255, kiedy wchodziła w skład feudalnego „państwa” z siedzibą na niedalekim Zamku Turniańskim. W roku 1345 uzyskała prawa miejskie i tytuł miasta królewskiego. W I. połowie XV w. Jan Jiskra wzniósł tu jakiś niewielki zameczek obronny.

## Zabytki
- Kościół katolicki p.w. Zesłania Ducha Świętego - murowany, gotycki z XIII/XV w., przebudowany[7].
- Kościół ewangelicko-reformowany - murowany z końca XVIII w.[7]

## Osoby związane z miastem
- Máté Szepsi Laczkó (1576–1633) – urodzony w mieście kalwiński duchowny, nauczyciel, kronikarz, winiarz, „wynalazca” procesu produkcji tokaju aszú[7].
- Márton Szepsi Csombor (1595–1622) – urodzony w mieście węgierski pastor protestancki, podróżnik, autor pierwszej węgierskiej książki podróżniczej[7].
- Béni Egressy (1814–1851) – węgierski kompozytor, dramaturg, tłumacz i aktor, pracował w mieście jako nauczyciel[7].

Wszystkie te osoby są w mieście upamiętnione pomnikami.

## Miasta partnerskie
źródło
- Brzozów
- Cristuru Secuiesc
- Edelény
- Encs
- Karcag
- Pestszentlőrinc-Pestszentimre (dzielnica Budapesztu)
- Siklós
- Tarcal
- Tišnov